# هفت‌تیر (فیلم ۲۰۲۴)
هفت‌تیر (انگلیسی: Revolver; کره‌ای: 리볼버) یک فیلم اکشن جنایی محصول کره جنوبی سال ۲۰۲۴ به نویسندگی و کارگردانی اوه سونگ و با بازی جون دو یون، جی چانگ ووک و لیم جی یون است. این فیلم در ۷ اوت ۲۰۲۴ منتشر شد.

## بازیگران

### اصلی
- جون دو یون در نقش ها سو یونگ[۳][۴]
- جی چانگ ووک در نقش اندی[۵][۴]
- لیم جی یون در نقش جونگ یون سون[۴]

### مکمل
- کیم جون هان در نقش شین دونگ هو[۶]
- کیم جونگ سو[۶]
- جونگ مان-شیک در نقش جو جه هون[۶]
- اوه یی شیک در نقش هونگ این گی
- یون کیونگ هو در نقش وکیل یانگ
- یانگ هیون مین در نقش پارک کیونگ ریونگ
- کیم هه-اون در نقش شمن
- کیم جون به
- یو سونگ جو در نقش رئیس کوان

### حضور ویژه
- لی جونگ جه در نقش لیم سوک یونگ[۷]
- جونگ جه یونگ در نقش مین کی هیون[۷]
- جون هه جین[۷]

## بازخورد

### باکس آفیس
تا تاریخ ۱۴ اوت ۲۰۲۴, هفت‌تیر ۱٫۶ میلیون دلار آمریکا و تعداد ۲۲۶٬۹۸۶ بلیت فروخت.